# Dystrybucja filmu
Dystrybucja filmu – nabycie prawa do eksploatacji filmu, w tym prawa do wykonywania kopii filmu i przystosowania filmu do eksploatacji w wersji językowej innej niż ta, w której został wytworzony, oraz przekazanie tego prawa innym podmiotom w celu rozpowszechniania filmu.